# گربن‌اشتاین
شهر گربن‌اشتایندر ایالت هسن در کشور آلمان واقع شده‌است.